# Skład pastiszowy
Skład pastiszowy – imitacja historycznego stylu składu za pomocą nowoczesnych narzędzi typograficznych. Taka imitacja powinna opierać się na współczesnej wersji danego kroju oraz podlegać historycznym zasadom projektowania. Projektując w ten sposób powinno się zachowywać odpowiednie proporcje kolumny i marginesów, a także, jeżeli zachodzi potrzeba, wykorzystać zdobnictwo o określonej stylistyce. Dozwolone jest również powielenie niespotykanych współcześnie cech oryginalnego składu, a także częściowe zachowanie pierwotnego kształtu liter. 
Skład pastiszowy różni się od faksymiliów tym, że nie jest dokładną reprodukcją wcześniejszej wersji książki, a jedynie wiernym odwzorowaniem stylistyki danej epoki czy nurtu w projektowaniu.